# انجی اسکیروینگ
انجی اسکیروینگ (انگلیسی: Angie Skirving؛ زادهٔ ۱ فوریه ۱۹۸۱) بازیکن هاکی روی چمن اهل استرالیا بود.
وی در مسابقات کشوری و بین‌المللی در مجموع برندهٔ ۳ مدال طلا، ۲ مدال نقره، ۳ مدال برنز شده‌است.